# Шпіганевич Тарас Анатолійович
Тара́с Анато́лійович Шпігане́вич (Шпіганєвич) (16 червня 1994, Чернятин — 4 серпня 2014, Київ) — солдат Збройних сил України, водій 95-ї окремої аеромобільної бригади. Учасник російсько-української війни, під час боїв за Торез дістав поранення, внаслідок якого помер у лікарні.

## Життєпис
Народився 1994 року в селі Чернятин (Жмеринський район, Вінницька область). З відзнакою закінчив 9 класів Чернятинської школи, із червоним дипломом — Чернятинський коледж («експлуатація та ремонт машин і обладнання агропромислового виробництва»), вступив на 3-й курс Вінницького аграрного університету.
Конструював технічні вироби, за які неодноразово отримував нагороди, у тому числі всеукраїнського рівня.
2013 року вирішив піти до лав Збройних сил України за контрактом, водій, 95-та окрема аеромобільна бригада. Продовжив навчання на заочній формі.
Перебував у Херсонській області на межі з окупованим Кримом. Зі своїм підрозділом брав участь у боях за Слов'янськ, Лисичанськ, Краматорськ, Семенівку, гору Карачун, здійснив рейд 95-ї бригади. 27 липня 2014-го в часі бою під Дебальцевим (за іншими даними — під Торезом) був підбитий в БТРі. Бувши пораненим, зробив усе можливе, щоб не постраждали інші члени екіпажу. При евакуації непритомного Шпіганевича з палаючого БТРа ще двічі поранив снайпер — у ногу та плече.
Доправлений у харківський шпиталь, вночі літаком до Києва — у Головний військово-клінічний госпіталь Міністерства оборони України. Лікарям довелося ампутувати ліву ногу вище коліна, намагались врятувати пришиту ліву руку. Шпіганевич втратив дуже багато крові, почалася реакція організму на перелиту кров, ускладнення з нирками. 4 серпня помер на лікарняному ліжку.
6 серпня 2014 року похований у Чернятині.
Без Тараса лишились батько і мама Леся Сергіївна — завідуюча місцевим дитсадком. Його батько — викладач Чернятинського коледжу Анатолій Петрович Шпіганєвич — став волонтером.

## Нагороди та вшанування
- Орден «За мужність» III ступеня (14 листопада 2014, посмертно) — за особисту мужність і героїзм, виявлені у захисті державного суверенітету та територіальної цілісності України, вірність військовій присязі.[2]
- його портрет розміщений на меморіалі «Стіна пам'яті полеглих за Україну» у Києві: секція 2, ряд 4, місце 24.
- 21 жовтня 2014 року в приміщенні Чернятинського коледжу Вінницького національного аграрного університету, де навчався Тарас Шпіганєвич, йому відкрито дошку пам'яті.